# 넵투누스 분수 (볼로냐)

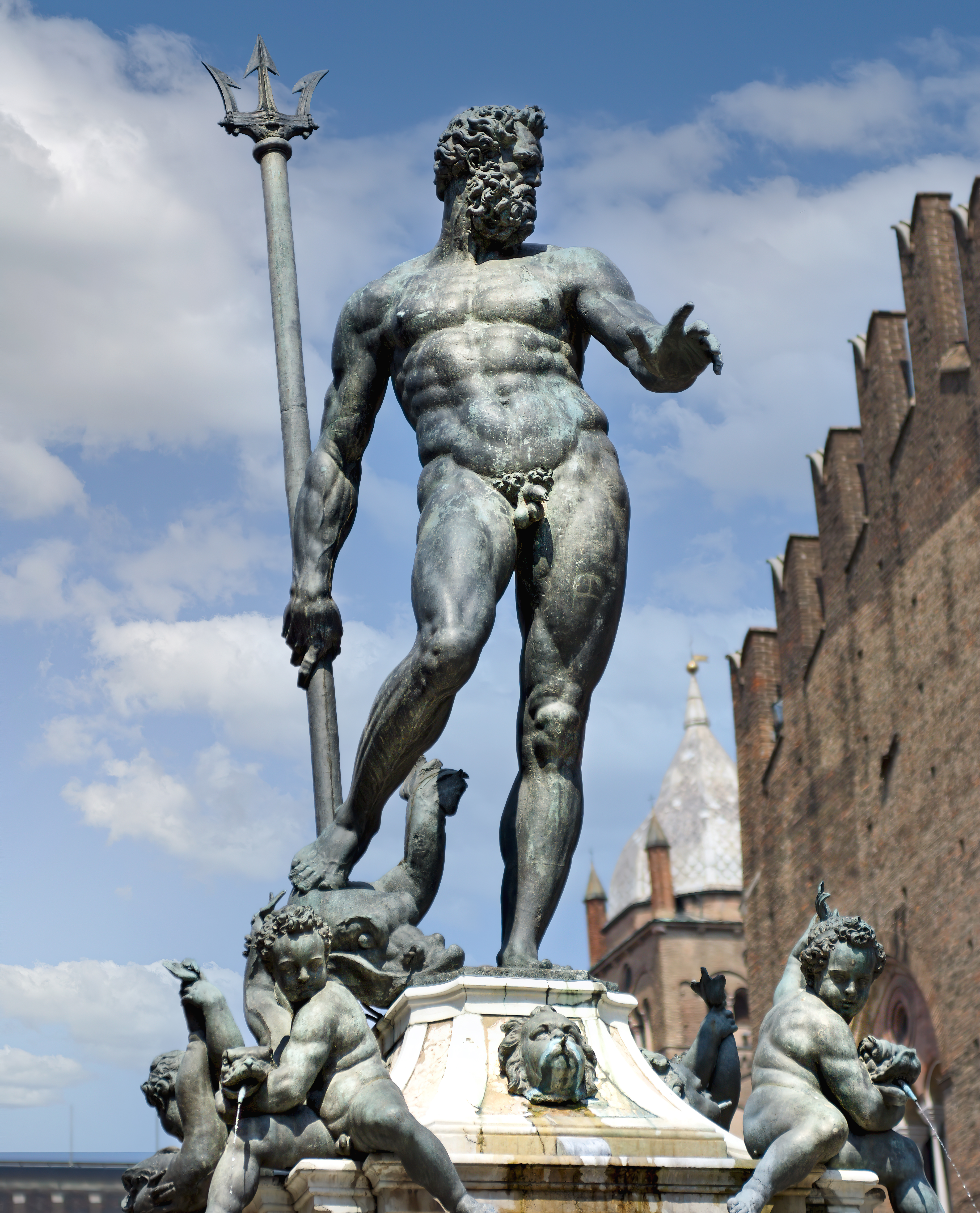
넵투누스 분수

넵투누스 분수(이탈리아어: Fontana di Nettuno)는 이탈리아 볼로냐에 있는 분수다. 마조레 광장에 있다. 분수의 설계 및 건설은 1563년 팔레르모 건축가 토마소 라우레티가 완료했다. 분수는 1565년에 완성되었다. 넵투누스의 실물 크기 청동상은 1566년경에 완성되어 고정되었다.